# Presence of Mind (film, 1999)
Pour l’article homonyme, voir Presence of Mind.
Presence of Mind est un film américano-espagnol réalisé par Antoni Aloy, sorti en 1999. 
Le film est une adaptation du roman Le Tour d'écrou (The Turn of the Screw) de Henry James, paru pour la première fois en 1898.

## Distribution
- Nilo Mur : Miles
- Sadie Frost : la gouvernante
- Lauren Bacall : Mado Remei
- Harvey Keitel : le maître de maison
- Jude Law : le secrétaire
- Philip Seymour Hoffman